# Ундециленат натрия
Ундециленат натрия — неорганическое соединение,
соль натрия и ундециленовой кислоты
с формулой CH2=CH(CH2)8COONa,
бесцветные (белые) кристаллы,
растворяется в воде.

## Получение
- Нейтрализация ундециленовой кислоты гидроксидом натрия:

{\displaystyle {\mathsf {NaOH+C_{10}H_{19}COOH\ {\xrightarrow {}}\ C_{10}H_{19}COONa+H_{2}O}}}

## Физические свойства
Ундециленат натрия образует бесцветные (белые) кристаллы.
Растворяется в воде,
не растворяется в органических растворителях.

## Применение
- Бактериостатическая добавка в производстве косметических препаратах и лекарственных средств.